# Bas-navarrais

Dialectes du basque

Les bas-navarrais occidental et oriental sont deux dialectes basques parlés dans les provinces historiques de Basse-Navarre, de Navarre, de Soule et de Labourd.
Le bas-navarrais occidental est présent dans sept communes bas-navarraises (Banca, Saint-Etienne-de-Baigorry, Saint-Martin-d'Arrossa, Ossès, Aldudes, Urepel et Bidarray), 13 communes labourdines (Jatxou, Halsou, Larresore, Ustaritz, Espelette, Souraide, Itxassou, Villefranque, Cambo-les-Bains, Louhossoa, Macaye, Mendionde et Hasparren), neuf communes navarraises (Abaurregaina, Abaurrepea, Aria, Aribe, Garaioa, Garralda, Hiriberri, Orbaizeta et Orbara) et le territoire frontalier du Pays Quint.
Le bas-navarrais oriental est présent quant à lui dans 61 communes bas-navarraises, sept communes labourdines (Bardos, Bonloc, Briscous, Lahonce, Mouguerre, Saint-Pierre-d'Irube et Urcuit), quatre communes souletines (Domezain-Berraute, Lohitzun-Oyhercq, Aroue-Ithorots-Olhaiby et Etcharry) et six communes navarraises (Espartza, Ezkaroze, Itzaltzu, Jaurrieta, Orontze et Otsagabia).

## Classification
D'après les travaux réalisés sur la morphologie du verbe auxiliaire par le prince Louis-Lucien Bonaparte au milieu du XIXe siècle et actualisés en 1999 par l'Euskaltzaindia, le dialecte bas-navarrais oriental se divise en trois sous-dialectes, sept variétés et 15 sous-variétés. Le dialecte bas-navarrais occidental se divise quant à lui en trois sous-dialectes, quatre variétés et 11 sous-variétés :
bas-navarrais oriental
- sous-dialecte de Cize / Mixe
  - variété de Cize
    - sous-variété propre
    - sous-variété orientale
    - sous-variété centrale
    - sous-variété occidentale
    - sous-variété d'Oztibarre
    - sous-variété de Lantabat

  - variété de Mixe
    - sous-variété septentrionale
    - sous-variété propre
    - sous-variété orientale

  - variété de Bardos
  - variété d'Arberoue
    - sous-variété occidentale
    - sous-variété septentrionale
    - sous-variété méridionale
    - sous-variété orientale
- sous-dialecte de l'Adour
  - variété de Briscous
    - sous-variété orientale (propre)
    - sous-variété occidentale

  - variété d'Urcuit
- sous-dialecte de Salazar
  - variété de Zaraitzu

bas-navarrais occidental
- sous-dialecte de Baïgorry
  - variété de Baïgorry
    - sous-variété propre
    - sous-variété d'Ossès
    - sous-variété méridionale
    - sous-variété septentrionale
- sous-dialecte du Labourd
  - variété d'Ustaritz
    - sous-variété propre
    - sous-variété d'Espelette
    - sous-variété d'Itxassou
    - sous-variété de Villefranque
    - sous-variété de Cambo-les-Bains

  - variété de Mendionde
    - sous-variété propre
    - sous-variété de Hasparren
- sous-dialecte d'Aezkoa
  - variété d'Aezkoa